# Vincenzo Massa
Vincenzo Massa (Napoli, 19 gennaio 1968) è un ex pallanuotista e allenatore di pallanuoto italiano allenatore della prima squadra della Canottieri Napoli e delle giovanili della stessa squadra.

## Biografia
Sposato con D'Anna Emiliana,  ex giocatrice di pallanuoto, nel 2001 due figlie Lucrezia e Roberta. Laureato in economia aziendale. Da giocatore cresciuto nel vivaio della Canottieri Napoli fino ad approdare in serie A nel 1984, dal 2020 allenatore della prima squadra del Circolo Canottieri Napoli.

## Palmares
Come giocatore:
- Terzo campionato italiano Juniores 1985
- secondo campionato italiano Juniores 1986
- vice campione d'Italia 1985 serie A/1
- campione d'Italia Juniores 1987
- Dal 1988 al 1998 campionati serie A/1 e A/2

Come allenatore:
- Allenatore RN Napoli serie A/2 dal 1999/2000 · Allenatore RN Napoli serie A/2 dal 2000/2001 · Allenatore RN Napoli serie A/2 dal 2001/2002 · Allenatore RN Napoli serie A/2 dal 2002/2003
- Nel 2003 promozione dopo 24 anni in serie A/1 con la RN Napoli vincendo il premio di allenatore dell'anno 2003.
- Promozione in serie A2 con Acquachiara 2005/2006
- Medaglia di bronzo campionato Italiano under 17 - 2010/2011
- Medaglia d'argento Campionato italiano under 17 - 2011/2012
- Medaglia d'argento Campionato italiano under 20 - 2012/2013
- Campione d'Italia under 20 - 2013/2014
- Campione d'Italia under 20 - 2014/2015
- Campione d'Italia under 17 - 2014/2015
- Assistente  Tecnico nazionale Under 15 - 2014[1]
- Medaglia d'argento Campionato Italiano under 20 - 2016/2017
- Campione d'Italia under 17 - 2016/2017
- Medaglia di bronzo Campionato serie A/1 - 2016/2017 (Champions)
- Assistente Tecnico nazionale Under 20 - 2016
- Assistente Tecnico nazionale universitaria - Medaglia di bronzo - Universiadi TAIPEI 2017
- Campione d'Italia under 20 - 2017/2018
- Assistente Tecnico nazionale Under 18[2]
- 2019/2020 allenatore under 17/20 assistente serie A/1
- 2020/2021 allenatore serie A/1
- 2021/2022 allenatore serie A/2  finale Play-Off
- 2022 Premio A.S.D. MERIDIES Onlus "Premio la salute per tutti"
- 2022 CONI - Palma di Bronzo al Merito Tecnico anno 2020
- 2022  Assistente Tecnico nazionale giovanile Under 19[3]
- 2022/2023  allenatore serie A /2 semifinale Play-Off
- 2023/ 2024 allenatore serie A/2 finale Play-Off[4]
- 2024/2025 allenatore serie A /2 finale Play-Off [5]
- 2024-2025 vice allenatore nazionale universitaria[6]
- 2025 Promozione in serie A/1 Circolo Canottieri Napoli
- 2025 Medaglio D'oro Universiadi di Rhineruhr (Duisburg- Germania)